# Ormesporden
Der Ormesporden (norwegisch für Schlangenschwanz) ist ein Hügel im ostantarktischen Königin-Maud-Land. In der Payergruppe der Hoelfjella ragt er am südwestlichen Ende der Hügelgruppe Linnormen auf.
Norwegische Kartographen, welche auch die Benennung vornahmen, kartierten ihn anhand von Vermessungen und Luftaufnahmen der Dritten Norwegischen Antarktisexpedition (1956–1960).